# Labroides phthirophagus

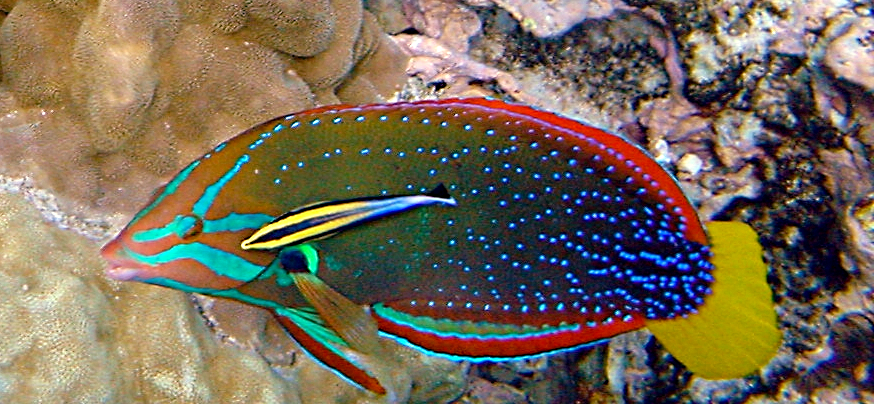
Un Labroides phthirophagus pulisce un esemplare di Coris gaimard

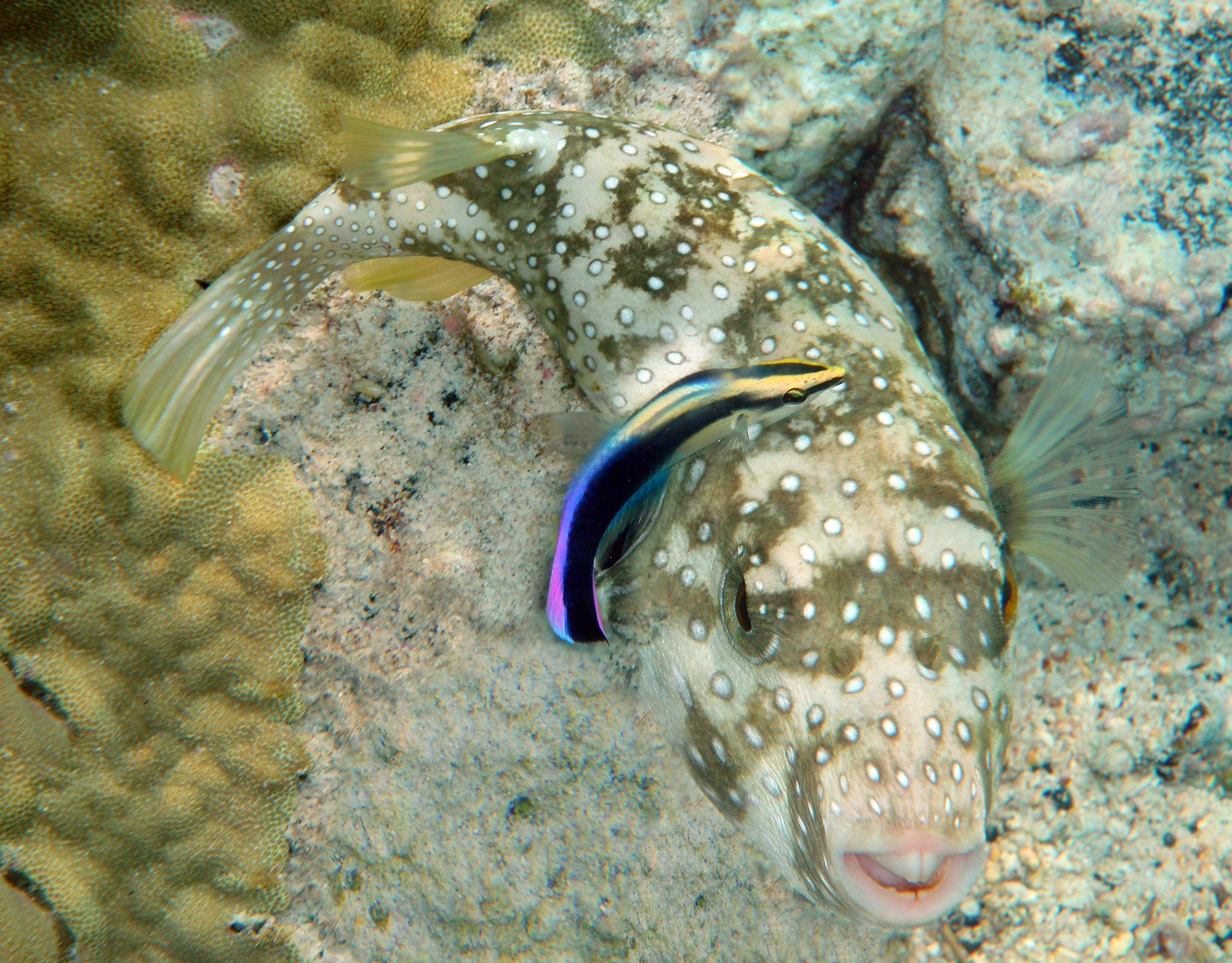
Esemplare all'opera su Arothron hispidus

Labroides phthirophagus Randall, 1958 è un piccolo pesce di acqua salata appartenente alla famiglia Labridae.

## Habitat e Distribuzione
Proviene dalle barriere coralline dell'oceano Pacifico dell'est e centrale. Non ha un areale particolarmente ampio, ed è stato trovato soprattutto alle Hawaii e nell'Atollo Johnston. Si trova in tutte le zone della barriera, ma di solito non molto in superficie.

## Descrizione
Presenta un corpo sottile, compresso lateralmente e con il muso allungato e appuntito. La livrea non varia molto durante la vita del pesce, ma è decisamente sgargiante. Il corpo è attraversato da un'ampia fascia nera orizzontale che parte dalle bocca, attraversa l'occhio e termina alla fine della pinna caudale. La parte anteriore del corpo, dove non coperta dalla striscia nera, è giallastra, mentre quella posteriore blu-violacea. Tutte le pinne, eccetto la pinna caudale, sono trasparenti. Non supera i 12 cm.

## Biologia

### Comportamento
Questo pesce ha le abitudini tipiche di un "pulitore obbligato", cioè la sua fonte di nutrimento principale sono gli parassiti esterni di altri pesci. Ha un modo di nuotare che lo rende facilmente riconoscibile, infatti viene paragonato a una danza. Di notte, per proteggersi da eventuali predatori, si racchiude in un bozzolo di muco.

### Alimentazione
La sua dieta è composta quasi unicamente dai crostacei parassiti, soprattutto isopodi, che trova sulla pelle ed a volte persino nelle branchie di pesci più grossi. Si nutre anche del muco secreto dalla pelle di questi ultimi. 

### Riproduzione
È oviparo, la fecondazione è esterna e non ci sono cure verso le uova, che vengono disperse nell'acqua. Basandosi sulle abitudini molto simili del congenere Labroides dimidiatus, si suppone che questa specie sia ermafrodita, ma questo fatto non è ancora stato accertato a causa della mancanza di dati precisi.

## Conservazione
Questa specie viene classificata come "a rischio minimo" (LC) dalla lista rossa IUCN perché a parte la saltuaria esportazione per l'acquariofilia non è minacciata da particolari pericoli.